# Жужелица лесная
Жужелица лесная (лат. Carabus nemoralis) — вид жесткокрылых насекомых из подсемейства Carabinae внутри семейства жужелиц. 

## Описание и ареал
Распространён в Европе — от Испании восточнее до Москвы. Интродуцирован в Северную Америку — Канаду, где распространился во всех провинциях кроме Манитобы; в США, от юга восточного побережья Калифорнии до Невады и Монтаны, на востоке встречается в юго-восточных штатах. Лесная жужелица самый распространенный вид среди рода жужелиц (Carabidae). Чаще всего встречается в лесах Центральной России и Центральной Европы. Жуки обитают на почве в парках, огородах, на пастбищах и соседних лесистых местностях. 
Длина тела имаго 22—26 мм. Так же жужелица данного вида имеет полностью темные надкрылья, гладкую грудную клетку и вытянутую голову с массивными клешнями.  В свою очередь, внутри подвидов выделяют множество аберраций, которые отличаются друг от друга окраской и наличием или отсутствием волосков на определённых участках тела.

## Систематика и этимология названия
Первым фаунистическим списком жужелиц на юге лесной зоны России можно считать работу И.А. Двигубского начала XIX века. В ней приводится 21 вид жужелиц для города Москвы с окрестностями. Именно в этом списке впервые в 1802 году был описан данный вид жужелицы. И лишь спустя 200 лет в 1995 году ведущими колеоптерологами России, под руководством О.Л. Крыжановского, был выпущен наиболее полный фаунистический список жужелиц. 
Название насекомого образовано суффиксальным способом от «жужель» – «насекомое», которое, в свою очередь, произошло от «жужа», тем же звукоподражанием, что и «жук». В XIX веке их называли жужжалицами.

## Питание
Данный вид жужелиц питается как другими насекомыми, так и смешано (растительная пища и насекомые). Они обладают внекишечным пищеварением. Из-за того, что у них отсутствуют слюнные железы, в качестве пищеварительного сока выступают выделения средней кишки. Куски жертвы сохраняются в зобе жука 2-3 часа, а потом, под воздействием жидкости из средней кишки, превращаются в кашицу. Некоторые представители рода "carabus" перед тем, как съесть жертву, долго держат ее в челюстях, параллельно изливая на нее выделения средней кишки(слабая кислота). Когда добыча превращается в желеобразную массу, жук просто всасывает ее. Так же в рацион лесной жужелицы входят: черви, мелкие насекомые и личинки. Стоит добавить, что питание зависит от определенного вида. 

## Жизненный цикл
У жужелицы лесной брачный период начинается в середине апреля. Самка способна за раз отложить не менее 60 яиц. Что бы яйца остались в безопасности, она закапывает их, либо прикрывает листом. В среднем созревание яиц происходит за 2 недели, но многое зависит от внешних, климатических факторов. Например если климат неблагоприятный, и жужелица не успевает отложить яйца тем самым закончить развитие за сезон, то эта процедура длится 2 года. 
Ученые различают 4 степени развития лесной жужелицы:
- яйцо (срок развития зависит от температуры);
- личинка (стремительно питаться она начинает на 7-13 сутки, первые сутки ест оболочку яйца);

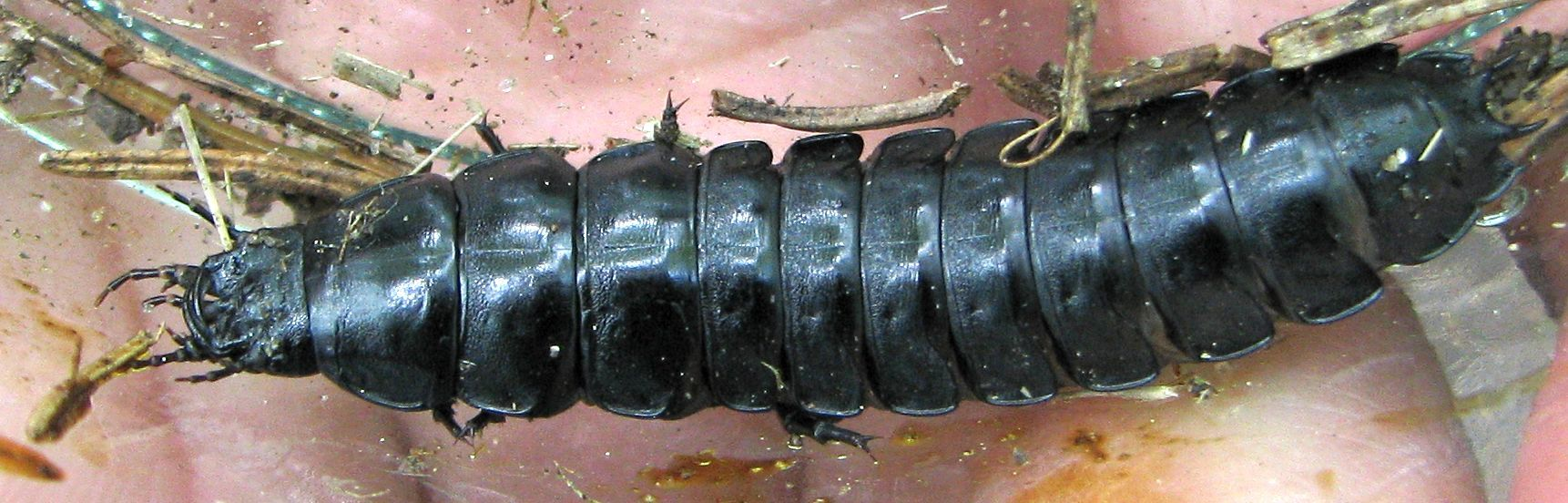
Личинка

- куколка (12-14 дней);
- взрослая особь.